# Pflückuff
Pflückuff is een plaats en voormalige gemeente in de Duitse deelstaat Saksen.

## Geschiedenis
De gemeente Pflückuff ontstond op 1 januari 1994 door het samenvoegen van de toenmalige zelfstandige gemeenten Loswig, Beckwitz, Mehderitzsch, Staupitz en Weßnig. Op 1 januari 2009 werd de gemeente Pflückuff geannexeerd door Torgau.